# Labirinto ósseo
O  labirinto ósseo (conhecido também como capsula ótica) é a parede externa óssea e rígida da orelha interna. Ela consiste de 3 partes: o vestíbulo, os Canais semicirculares e a cóclea. Essas são cavidades escavadas no osso, e alinhadas com o periósteo. Elas contêm um fluido translúcido, a perilinfa, na qual o labirinto membranoso está situado.
O labirinto posterior é responsável por fornecer nossa noção de equilíbrio; nele se localizam a endolinfa, e células nervosas que informam a posição da cabeça em relação ao corpo. O labirinto anterior acomoda as estruturas nervosas que transmitem os impulsos auditivos.